# Adelange
Adelange är en kommun i departementet Moselle i regionen Grand Est (tidigare regionen Lorraine) i nordöstra Frankrike. Kommunen ligger i kantonen Faulquemont som tillhör arrondissementet Boulay-Moselle. År 2022 hade Adelange 216 invånare.

## Befolkningsutveckling
Antalet invånare i kommunen Adelange
| Referens: INSEE |